# Twents Carmel College
Het Twents Carmel College te Oldenzaal is een streekschool met een breed onderwijsaanbod, die na een paar fusies en schaalvergrotingen voortkwam uit het Twents Carmellyceum, het Thijcollege en een aantal andere scholen, met name uit Losser en Denekamp.

## Geschiedenis
Het Carmel Lyceum werd opgericht in 1922. De oprichters van het lyceum waren Karmelieten en de eerste leraren aan deze school waren paters die in het naastgelegen klooster woonden. De bijbehorende kapel werd ontworpen door Jos Zwanikken. De ramen werden ontworpen door de Oldenzaalse glazenier Jan Schoenaker.

## Vestigingen

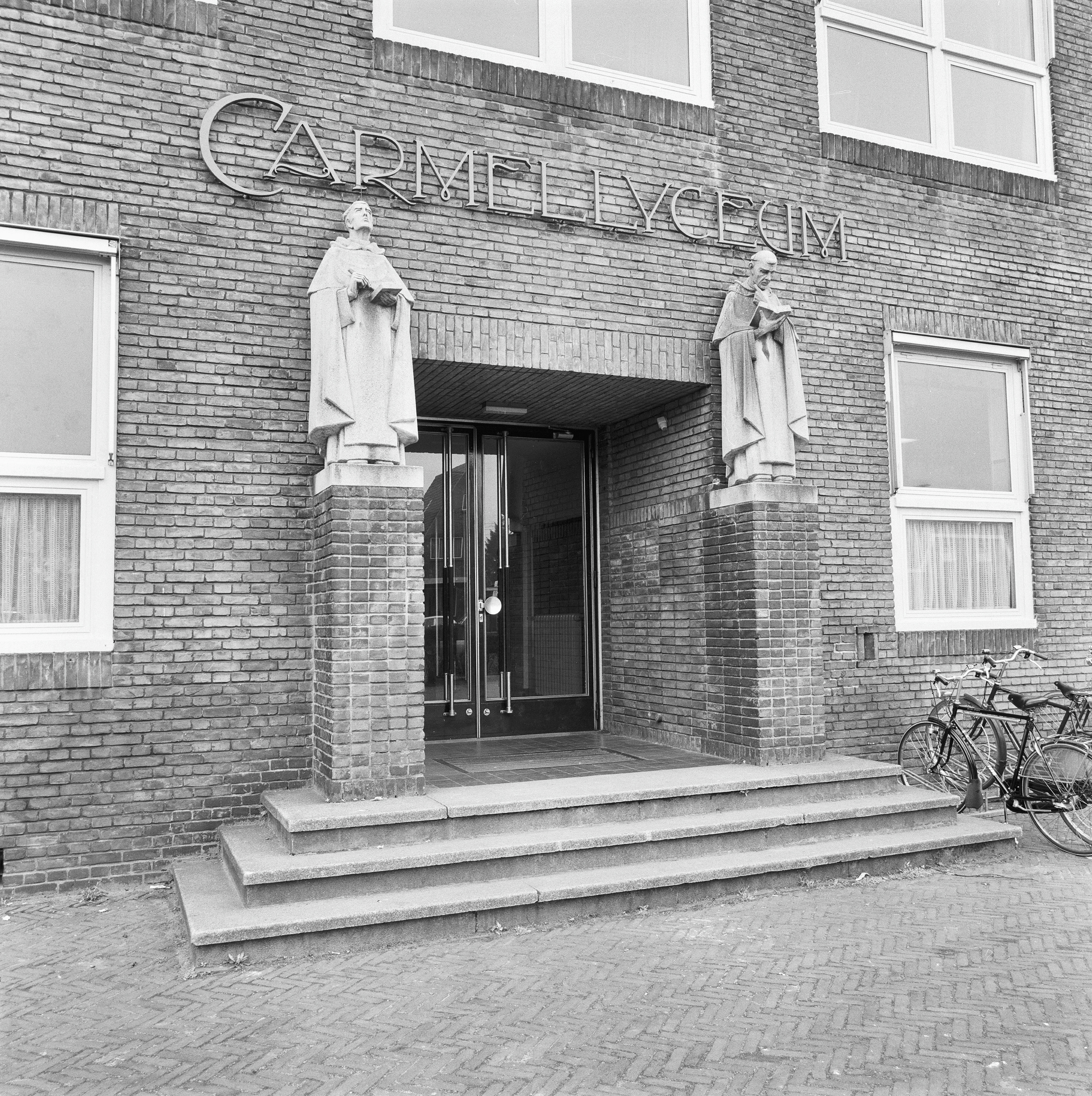
Hoofdingang (1988)

De school is onderdeel van de Stichting Carmelcollege, een katholiek onderwijsconglomeraat. De school heeft enkele vestigingen in Oldenzaal, namelijk aan de Potskampstraat, de Lyceumstraat, De Thij en praktijkonderwijs aan de Leliestraat. Verder zijn er vestigingen in Losser en Denekamp.

## Bekende oud-leerlingen

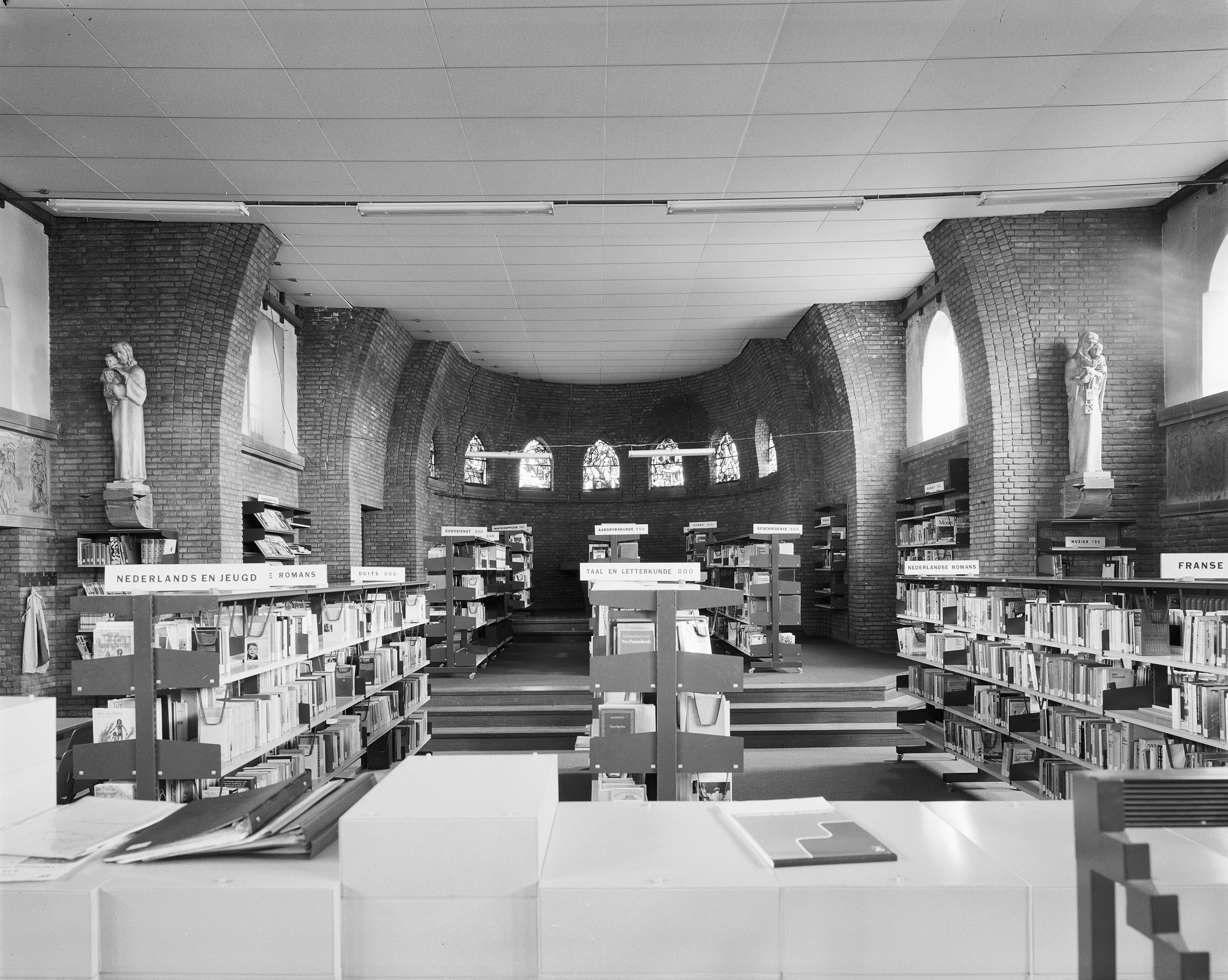
Voormalige kapel, ingericht als bibliotheek (1988)

- Max van den Berg, politicus, commissaris van de Koningin in Groningen (Carmellyceum)
- Gert-Jan Dröge, tv-maker en presentator, journalist, schrijver (Carmellyceum)
- Timo Harmelink, podcaster (Carmellyceum)
- Marijke van Hees, politicus (Thijcollege)
- Constantijn Jansen op de Haar, politicus
- Henk Kamp, politicus, minister (Carmellyceum)
- Ellen van Langen, atlete (Thijcollege)
- Elles Leferink, volleybalster (Thijcollege)
- Jan Marijnissen, politicus, voorzitter van de SP (Carmellyceum)
- Moniek Nijhuis, zwemster (Carmellyceum)
- Tanja Nijmeijer, lid van de FARC (Carmellyceum)
- Jan Vennegoor of Hesselink, voetballer (Thijcollege)

## Publicatie
- Ben Siemerink: Tumult op een brave school. Carmel Lyceum in roerige tijden. Uitgever Heinink Media, Oldenzaal, 2013. ISBN 9789491640070